# Grenzwert (Funktion)
In der Mathematik ist der Limes oder Grenzwert einer Funktion an einer bestimmten Stelle der Wert, dem sich die Funktion in der Umgebung der betrachteten Stelle annähert. Ein solcher Grenzwert existiert jedoch nicht in allen Fällen. Existiert der Grenzwert, so konvergiert die Funktion, andernfalls divergiert sie. Der Grenzwertbegriff wurde im 19. Jahrhundert formalisiert. Es ist eines der wichtigsten Konzepte der Analysis.

## Formale Definition des Limes einer reellen Funktion

Der Grenzwert der Funktion f für x gegen p ist gleich L dann und nur dann, wenn zu jedem ε > 0 ein δ > 0 existiert, sodass für alle x mit x−p < δ auch f(x)−L < ε gilt

Das Symbol {\displaystyle \lim _{x\to p}f(x)}, gelesen „Limes f von x für x gegen p“, bezeichnet den Limes der reellen Funktion {\displaystyle f} für den Grenzübergang der Variablen {\displaystyle x} gegen {\displaystyle p}. Dabei muss {\displaystyle p} nicht unbedingt im Definitionsbereich {\displaystyle D} von {\displaystyle f} liegen, aber es muss ein Häufungspunkt von {\displaystyle D} sein. Außerdem kann {\displaystyle p} sowohl eine reelle Zahl sein als auch einer der symbolischen Werte {\displaystyle +\infty } und {\displaystyle -\infty }. Auch der Limes kann eine reelle Zahl oder {\displaystyle +\infty } oder {\displaystyle -\infty } sein (siehe auch Asymptote).
Alle diese Fälle lassen sich einheitlich mit der Definition über Folgengrenzwerte erfassen, siehe den Abschnitt unten.
Üblicher ist die Definition mit Hilfe von Umgebungen. Dann muss man vier Fälle unterscheiden, da sowohl das Argument {\displaystyle p} als auch der Grenzwert endlich oder unendlich sein kann.

### Argument endlich, Grenzwert endlich
- Definition: Sei {\displaystyle D} eine Teilmenge von {\displaystyle \mathbb {R} } und {\displaystyle p\in \mathbb {R} } ein Häufungspunkt von {\displaystyle D}. Die Funktion {\displaystyle f\colon D\to \mathbb {R} } hat für {\displaystyle x\to p} den Limes {\displaystyle L}, wenn es zu jedem (noch so kleinen) {\displaystyle \varepsilon >0} ein (im Allgemeinen von {\displaystyle \varepsilon } abhängiges) {\displaystyle \delta >0} gibt, sodass für alle {\displaystyle x}-Werte aus dem Definitionsbereich {\displaystyle D} von {\displaystyle f}, die der Bedingung {\displaystyle 0<|x-p|<\delta } genügen, auch {\displaystyle |f(x)-L|<\varepsilon } gilt.[1]

Qualitativ ausgedrückt bedeutet die Definition: Der Unterschied zwischen dem Funktionswert {\displaystyle f(x)} und dem Limes {\displaystyle L} wird beliebig klein, wenn man {\displaystyle x} genügend nahe bei {\displaystyle p} (aber ungleich {\displaystyle p}) wählt.
Zu beachten ist, dass es keine Rolle spielt, welchen Wert die Funktion {\displaystyle f} an der Stelle {\displaystyle p} einnimmt; die Funktion braucht nicht einmal an der Stelle {\displaystyle p} definiert zu sein. Entscheidend ist lediglich das Verhalten von {\displaystyle f} in den punktierten Umgebungen von {\displaystyle p}. Manche Autoren verwenden allerdings eine Definition mit Umgebungen, die nicht punktiert sind; siehe dazu den Abschnitt „Neuerer Grenzwertbegriff“.
Im Gegensatz zur von Augustin-Louis Cauchy verwendeten Formulierung, dass sich „die Funktion dem Grenzwert annähert“, ist {\displaystyle x} keine Variable, die „läuft“, sondern einfach nur ein Element einer vorgegebenen Menge. Diese heute verwendete statische {\displaystyle \varepsilon }-{\displaystyle \delta }-Definition geht im Wesentlichen auf Karl Weierstraß zurück und stellte den Grenzwertbegriff auf ein solides mathematisches Fundament, die sogenannte Epsilontik.
Beispiel: {\displaystyle \lim _{x\to 1}{\frac {x^{2}-1}{x-1}}=\lim _{x\to 1}{\frac {(x-1)(x+1)}{x-1}}=\lim _{x\to 1}x+1=2}

### Argument endlich, Grenzwert unendlich
- Definition: Sei {\displaystyle D} eine Teilmenge von {\displaystyle \mathbb {R} } und {\displaystyle p\in \mathbb {R} } ein Häufungspunkt von {\displaystyle D}. Die Funktion {\displaystyle f} hat für {\displaystyle x\to p} den Limes {\displaystyle +\infty }, wenn es zu jeder (noch so großen) reellen Zahl {\displaystyle T} ein (im Allgemeinen von {\displaystyle T} abhängiges) {\displaystyle \delta >0} gibt, sodass für beliebige {\displaystyle x}-Werte aus dem Definitionsbereich von {\displaystyle f}, die der Bedingung {\displaystyle 0<|x-p|<\delta } genügen, auch {\displaystyle f(x)>T} erfüllt ist.

In diesem Falle {\displaystyle \lim _{x\to p}f(x)=\infty } nennt man {\displaystyle f} für {\displaystyle x} gegen {\displaystyle p} bestimmt divergent.
Entsprechend wird der Fall des Grenzwertes {\displaystyle -\infty } definiert.
Beispiel: {\displaystyle \lim _{x\to 0}{\frac {1}{x^{2}}}=\infty }

### Argument unendlich, Grenzwert endlich
- Definition: Sei {\displaystyle D} eine Teilmenge von {\displaystyle \mathbb {R} } und {\displaystyle +\infty } ein Häufungspunkt von {\displaystyle D}, d. h. {\displaystyle D} ist nach oben unbeschränkt. Die Funktion {\displaystyle f:D\to \mathbb {R} } hat für {\displaystyle x\to +\infty } den Limes {\displaystyle L}, wenn es zu jedem (noch so kleinen) {\displaystyle \varepsilon >0} eine (im Allgemeinen von {\displaystyle \varepsilon } abhängige) reelle Zahl {\displaystyle S} gibt, sodass für beliebige {\displaystyle x}-Werte aus dem Definitionsbereich von {\displaystyle f}, die der Bedingung {\displaystyle x>S} genügen, auch {\displaystyle |f(x)-L|<\varepsilon } erfüllt ist.

In diesem Falle {\displaystyle \lim _{x\to \infty }f(x)=L} nennt man {\displaystyle f} für {\displaystyle x} gegen Unendlich konvergent.
Entsprechend lassen sich Grenzwerte des Typs {\displaystyle x\to -\infty } definieren.
Beispiel: {\displaystyle \lim _{x\to \infty }{\frac {x}{x+1}}=1}

### Argument unendlich, Grenzwert unendlich
- Definition: Sei {\displaystyle D} eine Teilmenge von {\displaystyle \mathbb {R} } und {\displaystyle +\infty } ein Häufungspunkt von {\displaystyle D}, d. h. {\displaystyle D} ist nach oben unbeschränkt. Die Funktion {\displaystyle f:D\to \mathbb {R} } hat für {\displaystyle x\to +\infty } den Limes {\displaystyle +\infty }, wenn es zu jeder (noch so großen) reellen Zahl {\displaystyle T} eine (im Allgemeinen von {\displaystyle T} abhängige) reelle Zahl {\displaystyle S} gibt, sodass für beliebige {\displaystyle x}-Werte aus dem Definitionsbereich von {\displaystyle f}, die der Bedingung {\displaystyle x>S} genügen, auch {\displaystyle f(x)>T} erfüllt ist.

In diesem Falle {\displaystyle \lim _{x\to \infty }f(x)=\infty } nennt man {\displaystyle f} für {\displaystyle x} gegen {\displaystyle \infty } bestimmt divergent.
Entsprechend wird der Fall des Grenzwertes {\displaystyle -\infty } und der Grenzwert für {\displaystyle x\to -\infty } definiert.
Beispiel: {\displaystyle \lim _{x\to \infty }x^{2}=\infty }

## Definition mit Hilfe von Folgen
Die unterschiedlichen Fälle lassen sich mit Hilfe von Folgen einheitlich behandeln.
Dazu charakterisiert man zunächst den Begriff des Häufungspunktes einer Teilmenge {\displaystyle D\subset \mathbb {R} } mittels Folgen:
Ein Punkt {\displaystyle p\in \mathbb {R} \cup \{\pm \infty \}} ist ein Häufungspunkt von {\displaystyle D} genau dann, wenn es eine Folge {\displaystyle (x_{n})_{n\in \mathbb {N} }} mit {\displaystyle x_{n}\in D\setminus \{p\}} gibt, die {\displaystyle \lim _{n\to \infty }x_{n}=p} erfüllt. Siehe dazu Grenzwert (Folge).
Mit dieser Eigenschaft lässt sich eine alternative Grenzwertdefinition formulieren:
- Definition: Sei {\displaystyle f\colon D\to \mathbb {R} } eine Funktion, {\displaystyle p\in \mathbb {R} \cup \{\pm \infty \}} ein Häufungspunkt von {\displaystyle D} und {\displaystyle L\in \mathbb {R} \cup \{\pm \infty \}}. Dann definiert man: {\displaystyle \lim _{x\to p}f(x)=L} genau dann, wenn für jede Folge {\displaystyle (x_{n})_{n\in \mathbb {N} }} mit {\displaystyle x_{n}\in D\setminus \{p\}} und {\displaystyle \lim _{n\to \infty }x_{n}=p} gilt: {\displaystyle \lim _{n\to \infty }f(x_{n})=L}.

Man kann zeigen, dass diese Definition äquivalent zu den oben gegebenen Definitionen ist.

## Einseitige Grenzwerte

### Definition
Sei {\displaystyle X} eine Teilmenge von {\displaystyle \mathbb {R} } und {\displaystyle p\in \mathbb {R} } ein Häufungspunkt von {\displaystyle X\cap (p,\infty )}. Die Funktion {\displaystyle f\colon X\to \mathbb {R} } hat für {\displaystyle x\to p+} den Limes {\displaystyle L}, wenn es zu jedem (noch so kleinen) {\displaystyle \varepsilon >0} ein (im Allgemeinen von {\displaystyle \varepsilon } abhängiges) {\displaystyle \delta >0} gibt, sodass für alle {\displaystyle x}-Werte aus dem Definitionsbereich {\displaystyle X} von {\displaystyle f}, die der Bedingung {\displaystyle 0<x-p<\delta } genügen, auch {\displaystyle |f(x)-L|<\varepsilon } gilt.
In diesem Falle {\displaystyle \lim _{x\to p+}f(x)=L} nennt man {\displaystyle f} für {\displaystyle x} von rechts gegen {\displaystyle p} konvergent.
Entsprechend werden Grenzwerte des Typs {\displaystyle x\to p-} beziehungsweise für {\displaystyle L\in \{-\infty ,+\infty \}} definiert.

### Beispiele
| Funktion                               | rechtsseitiger Grenzwert                                   | linksseitiger Grenzwert                                    | beidseitiger Grenzwert                                    |
| -------------------------------------- | ---------------------------------------------------------- | ---------------------------------------------------------- | --------------------------------------------------------- |
| {\displaystyle \operatorname {sgn}(x)} | {\displaystyle \lim _{x\to 0+}\operatorname {sgn}(x)=+1}   | {\displaystyle \lim _{x\to 0-}\operatorname {sgn}(x)=-1}   | existiert nicht                                           |
| {\displaystyle {\frac {1}{x}}}         | {\displaystyle \lim _{x\to 0+}{\frac {1}{x}}=+\infty }     | {\displaystyle \lim _{x\to 0-}{\frac {1}{x}}=-\infty }     | existiert nicht                                           |
| {\displaystyle {\frac {1}{\|x\|}}}     | {\displaystyle \lim _{x\to 0+}{\frac {1}{\|x\|}}=+\infty } | {\displaystyle \lim _{x\to 0-}{\frac {1}{\|x\|}}=+\infty } | {\displaystyle \lim _{x\to 0}{\frac {1}{\|x\|}}=+\infty } |

### Notation
| rechtsseitiger Grenzwert | {\displaystyle \lim _{x\to p+}f(x)} | {\displaystyle \lim _{x\to p+0}f(x)} | {\displaystyle \lim _{x\downarrow p}f(x)} | {\displaystyle \lim _{x\searrow p}f(x)} | {\displaystyle \lim _{x\to p \atop x>p}f(x)} | {\displaystyle f(p+)} |
| linksseitiger Grenzwert  | {\displaystyle \lim _{x\to p-}f(x)} | {\displaystyle \lim _{x\to p-0}f(x)} | {\displaystyle \lim _{x\uparrow p}f(x)}   | {\displaystyle \lim _{x\nearrow p}f(x)} | {\displaystyle \lim _{x\to p \atop x<p}f(x)} | {\displaystyle f(p-)} |

### Einseitiger und beidseitiger Grenzwert
Um Verwechslungen zu vermeiden, spricht man im Falle von {\displaystyle \lim _{x\to p}f(x)} mitunter auch vom beidseitigen Grenzwert. Falls {\displaystyle p} ein Häufungspunkt von {\displaystyle X\cap (p,\infty )} und von {\displaystyle X\cap (-\infty ,p)} ist, so gilt:
{\displaystyle \lim _{x\rightarrow p}f(x)} existiert genau dann, wenn die beiden einseitigen Grenzwerte {\displaystyle \lim _{x\nearrow p}f(x)} und {\displaystyle \lim _{x\searrow p}f(x)} existieren und übereinstimmen. In diesem Falle gilt die Gleichheit {\displaystyle \lim _{x\rightarrow p}f(x)=\lim _{x\nearrow p}f(x)=\lim _{x\searrow p}f(x)}.
Und genau dann, wenn {\displaystyle f} im Punkt {\displaystyle p} definiert ist und {\displaystyle \lim _{x\rightarrow p}f(x)=f(p)} gilt, ist {\displaystyle f} an der Stelle {\displaystyle p} stetig.

## Grenzwertsätze
Sei {\displaystyle D\subseteq \mathbb {R} }, {\displaystyle f\colon D\to \mathbb {R} } und {\displaystyle g\colon D\to \mathbb {R} } zwei reellwertige Funktionen, deren Grenzwerte {\displaystyle \lim _{x\to p}f(x)=a} und {\displaystyle \lim _{x\to p}g(x)=b} existieren, wobei {\displaystyle a,b\in \mathbb {R} } und {\displaystyle p} ein Häufungspunkt von {\displaystyle D} aus den erweiterten reellen Zahlen {\displaystyle {\bar {\mathbb {R} }}=\mathbb {R} \cup \{-\infty ,+\infty \}} ist. Dann existieren auch die folgenden Grenzwerte und lassen sich wie angegeben berechnen:
- {\displaystyle \lim _{x\to p}(f(x)\pm g(x))=\lim _{x\to p}f(x)\pm \lim _{x\to p}g(x)=a\pm b}
- {\displaystyle \lim _{x\to p}(f(x)\cdot g(x))=\lim _{x\to p}f(x)\cdot \lim _{x\to p}g(x)=a\cdot b}

Ist zusätzlich {\displaystyle b\neq 0}, so existiert auch {\displaystyle \lim _{x\to p}{\tfrac {f(x)}{g(x)}}}, und es gilt
- {\displaystyle \lim _{x\to p}{\frac {f(x)}{g(x)}}={\frac {\lim _{x\to p}f(x)}{\lim _{x\to p}g(x)}}={\frac {a}{b}}}.

Gilt sowohl {\displaystyle \lim _{x\to p}f(x)=0} als auch {\displaystyle \lim _{x\to p}g(x)=0}, so lässt sich der Grenzwertsatz nicht anwenden. In vielen Fällen kann man den Grenzwert aber mit der Regel von de L’Hospital bestimmen.
- Schachtelungssatz:

Ist {\displaystyle |f(x)|\leq |g(x)|} und ist {\displaystyle \lim _{x\to p}g(x)=0}, so ist auch {\displaystyle \lim _{x\to p}f(x)=0}.
- Kettenregel:

Aus {\displaystyle \lim _{x\to p}f(x)=a} und {\displaystyle \lim _{u\to a}g(u)=L} mit {\displaystyle a,L\in \mathbb {R} } folgt {\displaystyle \lim _{x\to p}g(f(x))=L}, falls {\displaystyle g(a)=L} gilt ({\displaystyle g} also an der Stelle {\displaystyle a} stetig ist) oder {\displaystyle f} in einer Umgebung von {\displaystyle p} den Wert {\displaystyle a} nicht annimmt.

Beispiel:
Gesucht ist {\displaystyle \lim _{x\to 0^{+}}\sin(x)^{\sin(x)}}. Für {\displaystyle 0<x<\pi } gilt:
{\displaystyle \sin(x)^{\sin(x)}=e^{\sin(x)\cdot \ln(\sin(x))}}
{\displaystyle f(x)=\sin(x)\cdot \ln(\sin(x))}
{\displaystyle \lim _{x\to 0^{+}}\sin(x)\cdot \ln(\sin(x))=0} (Nach der Regel von de L’Hospital)
Anwenden der Kettenregel mit {\displaystyle g(u)=e^{u}} liefert
{\displaystyle \lim _{u\to 0}e^{u}=1\Rightarrow \lim _{x\to 0^{+}}\sin(x)^{\sin(x)}=1}.

## Anwendung auf den Differenzenquotienten
Die Anwendung des Grenzwertbegriffs auf Differenzenquotienten hat sich als besonders ergiebig erwiesen. Er bildet die eigentliche Grundlage der Analysis.
Differentialquotient und Differenzierbarkeit
Differentialquotienten (auch Ableitungen genannt) sind die Grenzwerte der Differenzenquotienten einer Funktion, also Ausdrücke der Form
{\displaystyle \lim _{x_{1}\to x_{0}}{\frac {f(x_{1})-f(x_{0})}{x_{1}-x_{0}}}=\lim _{\Delta x\to 0}{\frac {\Delta y}{\Delta x}}}
mit {\displaystyle \Delta y:=f(x_{1})-f(x_{0})} und {\displaystyle \Delta x:=x_{1}-x_{0}}. Schreibweisen sind z. B. {\displaystyle f'(x_{0})} oder {\displaystyle {\frac {{\rm {d}}f}{{\rm {d}}x}}(x_{0})}, sofern dieser Grenzwert existiert. Mit den Eigenschaften und der Berechnung von Differentialquotienten befasst sich die Differentialrechnung.
Existiert ein Differentialquotient einer Funktion an der Stelle {\displaystyle p}, dann heißt die Funktion differenzierbar an der Stelle {\displaystyle p}.

## Wichtige Grenzwerte
Der bei der Ableitung der Potenzfunktionen {\displaystyle f(x)=x^{n}} mit {\displaystyle n\in \mathbb {N} } auftretende Grenzwert lässt sich mit dem binomischen Lehrsatz berechnen:
{\displaystyle {\frac {\mathrm {d} x^{n}}{\mathrm {d} x}}=\lim _{h\to 0}{\frac {(x+h)^{n}-x^{n}}{h}}=nx^{n-1}}
Der bei der Ableitung der Exponentialfunktionen {\displaystyle f(x)=a^{x}} mit {\displaystyle a\in \mathbb {R} ^{+}} auftretende Grenzwert benötigt die Einführung der eulerschen Zahl {\displaystyle e} und den darauf beruhenden natürlichen Logarithmus:
{\displaystyle {\frac {\mathrm {d} a^{x}}{\mathrm {d} x}}=\lim _{h\to 0}{\frac {a^{x+h}-a^{x}}{h}}=a^{x}\lim _{h\to 0}{\frac {a^{h}-1}{h}}=a^{x}\ln a}
Die Ableitung der Winkelfunktionen führt letztlich auf den Grenzwert {\displaystyle \lim _{x\to 0}{\frac {\sin x}{x}}}. Für die Berechnung dieses Grenzwerts gibt es unterschiedliche Zugänge, je nachdem, wie die Winkelfunktionen und die Zahl Pi analytisch definiert werden. Misst man den Winkel im Bogenmaß, so erhält man
{\displaystyle \lim _{x\to 0}{\frac {\sin x}{x}}=1.}

## Neuerer Grenzwertbegriff
In jüngerer Zeit wird auch eine Variante des Grenzwertbegriffs verwendet, der mit Umgebungen arbeitet, die nicht punktiert sind. Unter Verwendung von Folgen definiert diese Variante den Grenzwert folgendermaßen:
Sei {\displaystyle f\colon D\to \mathbb {R} } eine Funktion, {\displaystyle p} ein Element der abgeschlossenen Hülle {\displaystyle {\bar {D}}} und {\displaystyle L\in \mathbb {R} \cup \{\pm \infty \}}. Dann definiert man: {\displaystyle \lim _{x\to p}f(x)=L} genau dann, wenn für jede Folge {\displaystyle (x_{n})_{n\in \mathbb {N} }} mit {\displaystyle x_{n}\in D} und {\displaystyle \lim _{n\to \infty }x_{n}=p} gilt: {\displaystyle \lim _{n\to \infty }f(x_{n})=L}.
Der Unterschied zur oben gegebenen punktierten Variante besteht erstens darin, dass jetzt {\displaystyle x_{n}=p} nicht mehr verboten ist, falls {\displaystyle p\in D}. Zweitens ist dadurch eine Definition auf allen Punkten in der abgeschlossene Hülle {\displaystyle {\bar {D}}} möglich, insbesondere also auch auf isolierten Punkten von {\displaystyle D}.
Eine äquivalente nichtpunktierte {\displaystyle \varepsilon }-{\displaystyle \delta }-Definition des Grenzwerts lässt sich ebenfalls leicht angeben: In der oben gegebenen {\displaystyle \varepsilon }-{\displaystyle \delta }-Definition braucht nur {\displaystyle 0<|x-p|<\delta } durch {\displaystyle |x-p|<\delta } ersetzt zu werden, also ebenfalls der Fall {\displaystyle x=p} ausdrücklich erlaubt zu werden.
Die nichtpunktierte Version ist nicht äquivalent zur punktierten Version. Sie unterscheidet sich insbesondere an Unstetigkeitsstellen:
In der punktierten Version ist {\displaystyle f} stetig in {\displaystyle p\in D} genau dann, wenn der Grenzwert von {\displaystyle f} für {\displaystyle x\to p} existiert und {\displaystyle \lim _{x\to p}f(x)=f(p)} gilt oder wenn {\displaystyle p} ein isolierter Punkt ist. In der nichtpunktierten Version hingegen reicht es für Stetigkeit, die Existenz des Grenzwerts zu fordern, die Gleichung {\displaystyle \lim _{x\to p}f(x)=f(p)} ist damit automatisch erfüllt.
Beispiel:
{\displaystyle f(x)={\begin{cases}0,&x\neq 0,\\1,&x=0.\end{cases}}}
Diese Funktion ist nicht stetig. Der Grenzwert im nichtpunktierten Sinn existiert nicht. Der Grenzwert im punktierten Sinn existiert allerdings: {\displaystyle \lim _{x\to 0}f(x)=0}, da ausdrücklich {\displaystyle x\neq 0} verlangt wird und für diese Werte {\displaystyle f(x)=0} gilt. Offensichtlich ist allerdings {\displaystyle \lim _{x\to 0}f(x)\neq f(0)}.
Zur Vermeidung von Missverständnissen empfehlen die Vertreter der nichtpunktierten Variante daher, den punktierten Grenzwert von {\displaystyle f} für {\displaystyle x\to p} folgendermaßen zu bezeichnen:
{\displaystyle \lim _{x\to p \atop x\neq p}f(x)}
Die Vertreter der neueren Variante sehen den Vorteil ihrer Variante gegenüber der klassischen punktierten Variante von Weierstraß darin, dass sich Grenzwertsätze mit der neueren Variante leichter formulieren lassen, weil die Sonderfälle, die sich durch die Punktierung ergeben, nicht mehr berücksichtigt werden müssen.

## Grenzwert einer Funktion bezüglich eines Filters
Sowohl der klassische Grenzwertbegriff von Weierstraß als auch der neuere Grenzwertbegriff lassen sich als Spezialfälle des allgemeinen Grenzwertbegriffs einer Funktion bezüglich eines Filters auffassen:
Sei {\displaystyle f} eine Funktion von {\displaystyle X} nach {\displaystyle Y}, wobei {\displaystyle Y} mit einer Topologie versehen ist, und {\displaystyle {\mathcal {F}}\subset {\mathcal {P}}(X)} ein Filter auf {\displaystyle X}. Ein Punkt {\displaystyle L\in Y} heißt Grenzwert der Funktion {\displaystyle f} bezüglich des Filters {\displaystyle {\mathcal {F}}}, wenn der von der Filterbasis {\displaystyle f\left({\mathcal {F}}\right)} erzeugte Filter gegen {\displaystyle L} konvergiert, also wenn der von der Filterbasis {\displaystyle f\left({\mathcal {F}}\right)} erzeugte Filter feiner ist als der Umgebungsfilter von {\displaystyle L}.
Die neuere Definition für den Grenzwert einer Funktion im Punkt {\displaystyle x} entspricht nun dem Spezialfall, dass {\displaystyle {\mathcal {F}}} als der Umgebungsfilter von {\displaystyle x} gewählt wird; die klassische Definition von Weierstraß entspricht dem Spezialfall, dass {\displaystyle {\mathcal {F}}} als der von den punktierten Umgebungen von {\displaystyle x} erzeugte Filter gewählt wird.